# Großer Preis von Russland
Der Große Preis von Russland (russisch Гран-При России) war ein Formel-1-Rennen, das von 2014 bis 2021 auf dem Sochi Autodrom in Russland veranstaltet wurde. Ursprünglich war geplant, den Grand Prix ab 2023 im Igora Drive in St. Petersburg stattfinden zu lassen. Als Folge des Russischen Überfalls auf die Ukraine 2022 wurde zunächst auf die Austragung des Großen Preises 2022 verzichtet. Später gab Liberty Media bekannt, dass der Vertrag mit dem russischen Promoter gekündigt wurde und es daher auch in Zukunft keinen Großen Preis von Russland geben werde.

## Geschichte

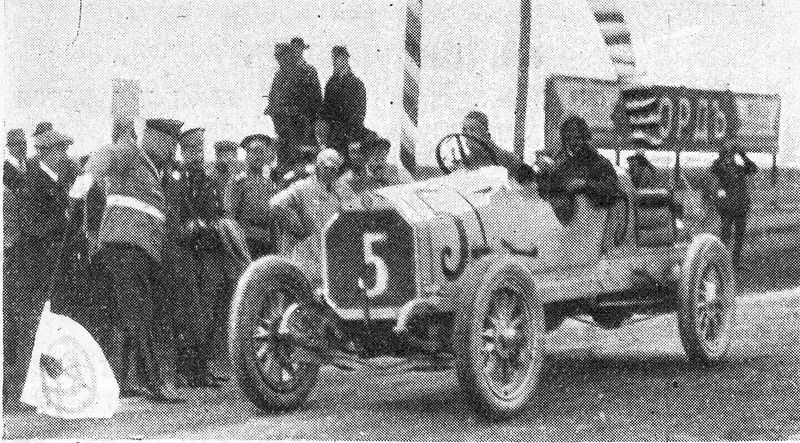
Der Sieger 1913 Georgi Suwori auf einem Benz 29/60 PS.

Bereits in den Grand-Prix-Saisons 1913 und 1914 wurden in Sankt Petersburg zwei Große Preise von Russland veranstaltet. Nach dem Ausbruch des Ersten Weltkrieges und der russischen Revolution wurden 100 Jahre lang keine Motorsport-Grands-Prix mehr in Russland veranstaltet. 1983 war ein Großer Preis der Sowjetunion geplant, der es in den provisorischen Rennkalender schaffte, am Ende jedoch nicht ausgetragen wurde.
Schließlich wurde ab der Saison 2014 ein Großer Preis von Russland als Teil der Formel-1-Weltmeisterschaft ausgetragen. Als Austragungsort wurde das Gelände der Olympischen Winterspiele in Sotschi gewählt. Die Rennstrecke wurde im August 2014 fertiggestellt.
Erster Sieger war Lewis Hamilton auf Mercedes. Er konnte diesen Erfolg 2015, 2018, 2019 und 2021 wiederholen. 2016 hieß der Sieger Nico Rosberg, während 2017 und 2020 Valtteri Bottas erfolgreich war. Damit wurden alle bisherigen Rennen auf dieser Strecke von Mercedes-Piloten gewonnen.

## Ergebnisse
| Auflage | Jahr          | Strecke                                                                          | Klasse                                                                           | Sieger                                                                           | Zweiter                                                                          | Dritter                                                                          | Pole-Position                                                                    | Schnellste Runde                                                                 |
| ------- | ------------- | -------------------------------------------------------------------------------- | -------------------------------------------------------------------------------- | -------------------------------------------------------------------------------- | -------------------------------------------------------------------------------- | -------------------------------------------------------------------------------- | -------------------------------------------------------------------------------- | -------------------------------------------------------------------------------- |
| 1       | 1913          | Sankt Petersburg                                                                 | GP                                                                               | Georgi Suworin (Benz)                                                            | Iwan Iwanow (Russo-Balt)                                                         | René Nothombe (Métallurgique)                                                    | unbekannt                                                                        | unbekannt                                                                        |
| 2       | 1914          | Sankt Petersburg                                                                 | GP                                                                               | Willy Scholl (Benz)                                                              | Stepan Owsjannikow (Vauxhall)                                                    | Eugenio Beria d’Argentine (Aquila Italiana)                                      | unbekannt                                                                        | unbekannt                                                                        |
|         | 1915 bis 2013 | kein Großer Preis von Russland                                                   | kein Großer Preis von Russland                                                   | kein Großer Preis von Russland                                                   | kein Großer Preis von Russland                                                   | kein Großer Preis von Russland                                                   | kein Großer Preis von Russland                                                   | kein Großer Preis von Russland                                                   |
|         |               |                                                                                  |                                                                                  |                                                                                  |                                                                                  |                                                                                  |                                                                                  |                                                                                  |
| 03      | 2014          | Sotschi                                                                          | F1                                                                               | Lewis Hamilton (Mercedes)                                                        | Nico Rosberg (Mercedes)                                                          | Valtteri Bottas (Williams-Mercedes)                                              | Lewis Hamilton (Mercedes)                                                        | Valtteri Bottas (Williams-Mercedes)                                              |
| 04      | 2015          | Sotschi                                                                          | F1                                                                               | Lewis Hamilton (Mercedes)                                                        | Sebastian Vettel (Ferrari)                                                       | Sergio Pérez (Force India-Mercedes)                                              | Nico Rosberg (Mercedes)                                                          | Sebastian Vettel (Ferrari)                                                       |
| 05      | 2016          | Sotschi                                                                          | F1                                                                               | Nico Rosberg (Mercedes)                                                          | Lewis Hamilton (Mercedes)                                                        | Kimi Räikkönen (Ferrari)                                                         | Nico Rosberg (Mercedes)                                                          | Nico Rosberg (Mercedes)                                                          |
| 06      | 2017          | Sotschi                                                                          | F1                                                                               | Valtteri Bottas (Mercedes)                                                       | Sebastian Vettel (Ferrari)                                                       | Kimi Räikkönen (Ferrari)                                                         | Sebastian Vettel (Ferrari)                                                       | Kimi Räikkönen (Ferrari)                                                         |
| 07      | 2018          | Sotschi                                                                          | F1                                                                               | Lewis Hamilton (Mercedes)                                                        | Valtteri Bottas (Mercedes)                                                       | Sebastian Vettel (Ferrari)                                                       | Valtteri Bottas (Mercedes)                                                       | Valtteri Bottas (Mercedes)                                                       |
| 08      | 2019          | Sotschi                                                                          | F1                                                                               | Lewis Hamilton (Mercedes)                                                        | Valtteri Bottas (Mercedes)                                                       | Charles Leclerc (Ferrari)                                                        | Charles Leclerc (Ferrari)                                                        | Lewis Hamilton (Mercedes)                                                        |
| 09      | 2020          | Sotschi                                                                          | F1                                                                               | Valtteri Bottas (Mercedes)                                                       | Max Verstappen (Red Bull-Honda)                                                  | Lewis Hamilton (Mercedes)                                                        | Lewis Hamilton (Mercedes)                                                        | Valtteri Bottas (Mercedes)                                                       |
| 10      | 2021          | Sotschi                                                                          | F1                                                                               | Lewis Hamilton (Mercedes)                                                        | Max Verstappen (Red Bull-Honda)                                                  | Carlos Sainz jr. (Ferrari)                                                       | Lando Norris (McLaren-Mercedes)                                                  | Lando Norris (McLaren-Mercedes)                                                  |
|         | ab 2022       | kein Großer Preis von Russland aufgrund des Russischen Überfalls auf die Ukraine | kein Großer Preis von Russland aufgrund des Russischen Überfalls auf die Ukraine | kein Großer Preis von Russland aufgrund des Russischen Überfalls auf die Ukraine | kein Großer Preis von Russland aufgrund des Russischen Überfalls auf die Ukraine | kein Großer Preis von Russland aufgrund des Russischen Überfalls auf die Ukraine | kein Großer Preis von Russland aufgrund des Russischen Überfalls auf die Ukraine | kein Großer Preis von Russland aufgrund des Russischen Überfalls auf die Ukraine |

| Legende   | Legende                                                                                              | Legende                                                     |
| Abkürzung | Klasse                                                                                               | Kommentar                                                   |
| --------- | --- | ----------------------------------------------------------- |
| F1        | Formel 1                                                                                             | Formel-1-Weltmeisterschaft ab 1950                          |
| F2        | Formel 2                                                                                             |                                                             |
| FL        | Formula libre                                                                                        | Fahrzeugklasse in der Regel vom Veranstalter ausgeschrieben |
| SW        | Sportwagen                                                                                           |                                                             |
| TW        | Tourenwagen                                                                                          |                                                             |
| GP        | Grand-Prix-Fahrzeuge                                                                                 |                                                             |
|           | ↓ Durchgehende graue Linien zeigen an, wann in der Geschichte auf einem neuen Kurs gefahren wurde. ↓ |                                                             |
|           | |                                                             |
|           | Einträge mit hellrotem Hintergrund waren keine Läufe zur Automobil- bzw. Formel-1-Weltmeisterschaft. |                                                             |
|           | Einträge mit gelbem Hintergrund waren Läufe zur Europameisterschaft.                                 |                                                             |